# 옥시덴털 칼리지
옥시덴털 칼리지(영어: Occidental College)는 미국 캘리포니아주 로스앤젤레스에 위치한 학부 중심의 자유 인문 대학(리버럴 아츠 칼리지)이다. 서부에서 가장 오래된 자유 인문 대학 중 하나인 옥시덴털 대학교는 1887년 4월 20일에 개교하였다. 최근 미국의 제 44 대 대통령인 버락 오바마가 1979년부터 1981년까지 다녔던 학교로 주목을 받고있다. 매년 미국 국내 대학 순위를 발표하는 US News & World Report에서, 2009-10년 시즌 미국내 리버럴 아츠 칼리지 33위를 기록했다.

## 역사
옥시덴털 칼리지는 1887년 4월 20일에 장로교의 목회자들과 신도들이 설립되었다. 설립 첫 해 등록금은 일 년 $50이었고, 27명의 남학생과 13명의 여학생이 있었다. 로스앤젤레스의 보일 헤이트(Boyle Heights)라는 곳에 처음에 설립되었었고, 1898년에 근처에 있는 하이랜드 파크(Highland Park)라는 곳으로 캠퍼스를 옮겼다.